# (993) Moultona
(993) Moultona ist ein Asteroid des Hauptgürtels, der am 12. Januar 1923 vom belgischen Astronomen George Van Biesbroeck am Yerkes-Observatorium in Williams Bay, Wisconsin entdeckt wurde.
Der Asteroid ist nach dem US-amerikanischen Astronomen und Mathematiker Forest Ray Moulton benannt.